# Velutinodorcus tricuspis
Velutinodorcus tricuspis es una especie de coleóptero de la familia Lucanidae. La especie fue descrita científicamente por Conrad Ritsema en 1882.

## Subespecies
- Velutinodorcus tricuspis mineti (De Lisle, 1974)

= Dorcus mineti De Lisle, 1974
- Velutinodorcus tricuspis tricuspis (Ritsema, 1882)

= Aegus tricuspis Ritsema, 1882

## Distribución geográfica
Velutinodorcus tricuspis mineti habita en la península de Malaca y Tailandia; y Velutinodorcus tricuspis tricuspis en Borneo y Sumatra.